# Chris Cadden
Christopher „Chris“ Cadden (* 19. September 1996 in Bellshill) ist ein schottischer Fußballspieler. Sein Zwillingsbruder Nicky Cadden ist ebenfalls Profifußballer.

## Karriere

### Verein
Chris Cadden wurde im Jahr 1996 in der schottischen Stadt Bellshill, einem Vorort von Glasgow geboren. Bis zum Jahr 2014 spielte er in der Jugend des nur 3 km seiner Geburtsstadt entfernten Motherwell beim dortigen Fußballverein. Am 1. März 2014 gab er sein Profidebüt in der Scottish Premiership gegen Heart of Midlothian, als er für Lionel Ainsworth eingewechselt wurde. Bis zum Ende der Saison 2013/14 kam er unter Stuart McCall zu zwei weiteren Einsätzen gegen Hibernian Edinburgh und Inverness CT. Nachdem er bis zum Januar 2015 nur drei weitere Male in der Liga zum Einsatz gekommen war, wurde Cadden von März bis Mai 2015 an die Albion Rovers aus der Scottish League Two verliehen. Mit zwei Toren in zehn Ligaspielen verhalf er dem Verein zum Gewinn der Meisterschaft und den damit verbundenen Aufstieg in die dritte Liga.
Nach seiner Rückkehr nach Motherwell konnte sich Cadden immer weiter in die Stammformation einfügen. Ab der Spielzeit 2016/17 war er unter Mark McGhee und seinem Nachfolger Steve Robinson Stammspieler. In der Saison 2017/18 erreichte er mit dem FC Motherwell das Finale im schottischen Ligapokal das gegen den Celtic Glasgow verloren wurde. Im Jahr 2019 verließ er seinen Jugendverein und unterschrieb einen Vertrag bei Columbus Crew aus der Major League Soccer. Der neue Verein aus den USA verlieh ihn direkt weiter an Oxford United.
Im Januar 2021 wechselte Cadden zu Hibernian Edinburgh.

### Nationalmannschaft
Ab September 2016 spielte Cadden in der schottischen U-21-Nationalmannschaft. Im Mai 2018 debütierte er in der A-Nationalmannschaft.